# Everywhere (album Tim McGraw)
Everywhere è il quarto album in studio del cantante country statunitense Tim McGraw, pubblicato nel 1997.

## Tracce
1. Where the Green Grass Grows - 3:22
2. For a Little While - 3:33
3. It's Your Love (con Faith Hill) - 3:45
4. Ain't That the Way It Always Ends - 2:47
5. I Do but I Don't - 3:28
6. One of These Days - 4:41
7. Hard on the Ticker - 3:40
8. Everywhere - 4:50
9. Just to See You Smile - 3:34
10. You Just Get Better All the Time - 3:21
11. You Turn Me On - 3:41

## Classifiche
| Classifica (1997) | Posizione massima |
| ----------------- | ----------------- |
| Stati Uniti       | 2                 |